# Monti Volsini
Monti Volsini je vrchovina sopečného původu ve střední části Itálie, v Laziu (částečně také zasahuje do sousedních regionů Umbrie a Toskánska). Nachází se 100 km severovýchodně od Říma. Na jihu pod pohořím leží Bolsenské jezero. Společně s menšími pohořími Monti Sabatini a Monti Cimini tvoří Lazijské Antiapeniny. Nejvyšším bodem je Poggio del Torrone (690 m).

## Flora a fauna
V nižších polohách se pěstuje vinná réva a jsou zde olivové háje. Ve vyšších polohách rostou duby, kaštanovníky seté a olše. Z fauny zde žijí jeleni, prasata divoká nebo lišky obecné. Z ptáků sokoli, poštolky, sova pálená.